# 데이빗 베누아
데이빗 베누아(David Benoit, 1953년 5월 9일 ~ )는 미국의 재즈 퓨전·컨템포러리 재즈 피아니스트이며, 작곡가 및 프로듀서이다. 그는 그래미 상에 5번 지명되었다.

## 일생

### 어린 시절
그는 미국 캘리포니아주의 베이커즈필드에서 태어나 로스앤젤레스 남쪽 항구 부근에서 자랐다.

### 경력
그는 앤 마거릿과 코니 스티븐스의 음악 감독 및 작곡가로써의 일 이후 1976년 디바의 레이니 카잔(Lainie Kazan)의 일을 시작했다.
GRP Records의 첫 앨범 Freedom at Midnight (1987년)이 빌보드의 탑 컨템포러리 음반 5위를 차지했다.
그에게 가장 큰 영향력을 준 빌 에번스를 존경하는 뜻에서 그는 그의 1992년 음반 Letter to Evan을 헌정했다.
많은 그의 곡들이 에번스의 곡들을 차용했는데 가장 눈에 띄는 음반이 American Landscape (1997년)과 Orchestral Stories (2005년)음반이다. 그는 교향곡 음반을 내는 것이 꿈이라고 말했었다.
2000년 '피너츠'의 작가 찰스 슐츠가 죽고 데이빗 베누아는 기념음반 Here's To You, Charlie Brown: 50 Great Years를 내놓았다. 코러스 그룹 Take 6, 기타리스트 마크 앙투안(Mark Antoine), 트럼펫 연주자 크리스 보티(Chris Botti)가 협연했다. 그는 또한 다른 '피너츠'음악도 내놓았다. 이 음반은 올뮤직가이드 Top Jazz Albums차트 2위에 올랐다.
베누아는 빌 클린턴, 로널드 레이건, 조지 워커 부시 당시 백악관에서 연주했었다. 다른 명사들 중에는 콜린 파월, 힐러리 클린턴, 앨 고어, LA시장 톰 브래들리(Tom Bradley), 제임스 한(James Hahn), 상원의원 딕 더빈(Dick Durbin)이 있다.
빈스 과랄디(Vince Guaraldi)의 1985년 제작되었던 음반 Linus and Lucy의 This Side Up이 라디오에 주목을 받으며 스무스 재즈 장르의 문을 여는데 일조했다.
The Benoit/Freeman Project음반이 올뮤직에서 4점을 받으며 베누아의 음반중 최고점을 받으며 빌보드 Top Contempoarry Jazz Albums 2위를 기록한다.

### 가족
그와 그의 처 Kei Benoit·입양아동 June KoKo가 Palos Verdes, California에 거주하고 있다.

## 음반 목록
| 제목                                         | 발매일자 | 음반사           |  |
| -------------------------------------------- | -------- | ---------------- |  |
| Heavier Than Yesterday                       | 1977     | AVI              |  |
| Life Is Like A Samba                         | 1979     | AVI              |  |
| Can You Imagine                              | 1980     | AVI              |  |
| Stages                                       | 1982     | AVI              |  |
| Digits                                       | 1983     | AVI              |  |
| Christmastime                                | 1983     | AVI              |  |
| This Side Up                                 | 1985     | AVI              |  |
| Summer                                       | 1986     | King             |  |
| Freedom At Midnight                          | 1987     | GRP              |  |
| Every Step Of The Way                        | 1988     | GRP              |  |
| Urban Daydreams                              | 1989     | GRP              |  |
| Waiting For Spring                           | 1989     | GRP              |  |
| Inner Motion                                 | 1990     | GRP              |  |
| Shadows                                      | 1991     | GRP              |  |
| Waves Of Raves                               | 1991     | AVI              |  |
| Letter To Evan                               | 1992     | GRP              |  |
| Lost & Found                                 | 1992     | AVI              |  |
| The Benoit/Freeman Project                   | 1994     | GRP              |  |
| Shaken Not Stirred                           | 1994     | GRP              |  |
| The Best of David Benoit: 1987 - 1995        | 1995     | GRP              |  |
| Remembering Christmas                        | 1996     | GRP              |  |
| American Landscape                           | 1997     | GRP              |  |
| Professional Dreamer                         | 1999     | GRP              |  |
| Here's To You, Charlie Brown: 50 Great Years | 2000     | GRP              |  |
| Fuzzy Logic                                  | 2002     | GRP              |  |
| Right Here, Right Now                        | 2003     | GRP              |  |
| Benoit/Freeman Project 2                     | 2004     | Peak             |  |
| Orchestral Stories                           | 2005     | Peak             |  |
| Full Circle                                  | 2006     | Peak             |  |
| Heroes                                       | 2008     | Peak             |  |
| Jazz For Peanuts                             | 2008     | Peak             |  |
| Earthglow                                    | 2010     | Heads Up Records |  |
| Conversation                                 | 2012     | Heads Up Records |  |